# As-Sinajna
As-Sinajna je správní jednotka (vilájet) v severním Ománu, v guvernorátu al-Burajmí. Vilájetem se stala díky královskému dekretu číslo 108 sultána Kábúse roku 2006. Je známa závody velbloudů. Zdejší obyvatelé se živí tkaním.